# 滴水湖駅
滴水湖駅（てきすいこえき、中文表記: 滴水湖站、英文表記: Dishui Lake Station）は中華人民共和国上海市浦東新区臨港新城に位置する上海地下鉄16号線の終着駅である。

## 駅構造
- 島式ホーム2面4線を有する地下駅。

## 歴史
- 2013年12月29日 - 開業。

## 駅周辺
- 滴水湖
- 上海天文館

## 隣の駅
上海地下鉄
■16号線快速
恵南駅 - 滴水湖駅
■16号線普通
臨港大道駅 - 滴水湖駅